# Tianjin Airlines

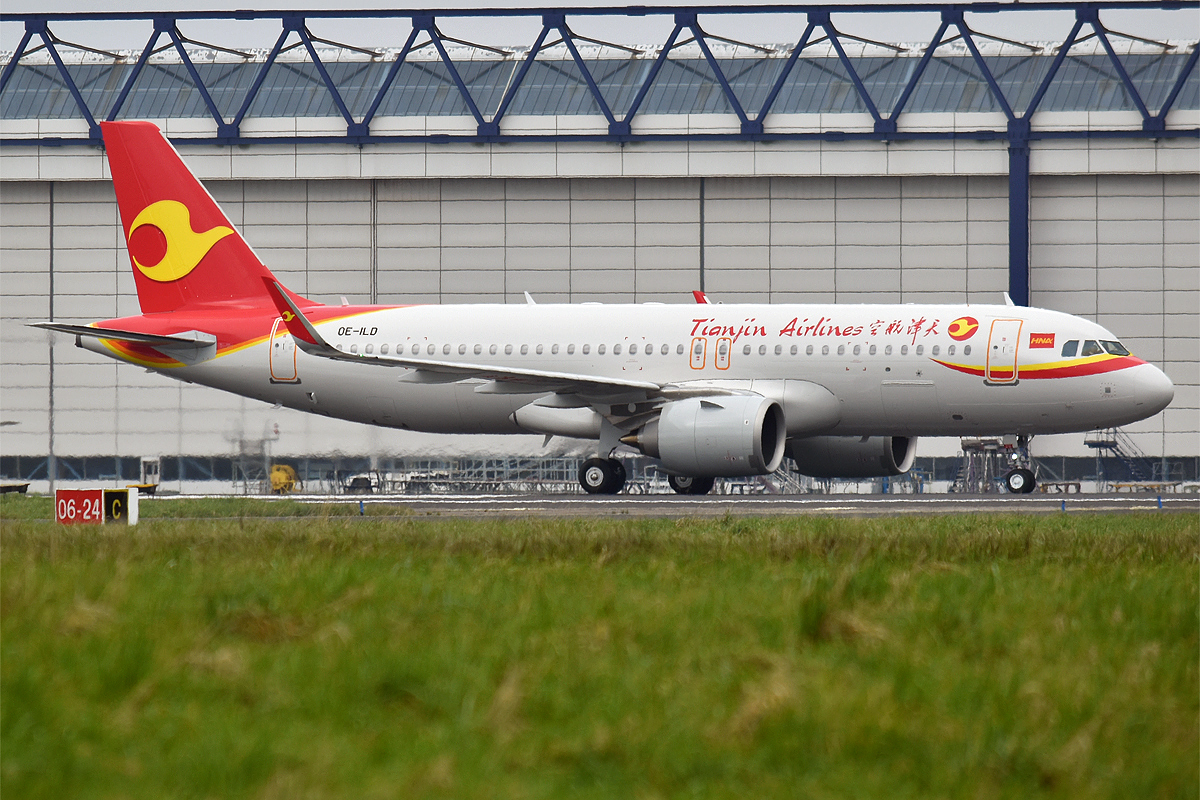
Un Airbus A320neo de Tianjin Airlines

Tianjin Airlines (天津航空/Tiānjīn Hángkōng) est une compagnie aérienne chinoise basée à Tianjin réalisant des vols intérieurs ainsi que vols cargos depuis l'Aéroport international de Tianjin Binhai.

## Histoire
La compagnie aérienne est créée en 2004 dans un but de fusion de Hainan Airlines, China Xinhua Airlines, Chang'an Airlines et de Shanxi Airlines (en). Les premiers vols commerciaux débutent en 2007, sous l'enseigne Grand China Express Air, en utilisant des Dornier 328-300. Le 10 juin 2009, elle prend le nom de Tianjin Airlines. En août 2011, 63 destinations sont proposées, et en 2012, elle dessert ay moins 90 villes, représentant ainsi 90 % du marché régional et domestique.

## Flotte
En janvier 2025, la flotte de Tianjin Airlines comporte les appareils suivants:
| Appareils      | En Service | Commandes | Passagers | Passagers | Passagers | Notes |
| Appareils      | En Service | Commandes | J         | Y         | Total     | Notes |
| -------------- | ---------- | --------- | --------- | --------- | --------- | ----- |
| Airbus A320    | 27         | —         | 8         | 150       | 158       |       |
| Airbus A320    | 27         | —         | —         | 174       | 174       |       |
| Airbus A320    | 27         | —         | —         | 180       | 180       |       |
| Airbus A320neo | 16         | —         | —         | 186       | 186       |       |
| Airbus A321    | 2          | —         | —         | 220       | 220       |       |
| Airbus A321    | 2          | —         | —         | 230       | 230       |       |
| Airbus A330    | 4          | —         | 18        | 242       | 260       |       |
| Embraer 190    | 34         | —         | 6         | 92        | 98        |       |
| Embraer 190    | 34         | —         | —         | 106       | 106       |       |
| Embraer 195    | 17         | —         | —         | 122       | 122       |       |
| Total          | 100        |           |           |           |           |       |

## Galerie photos

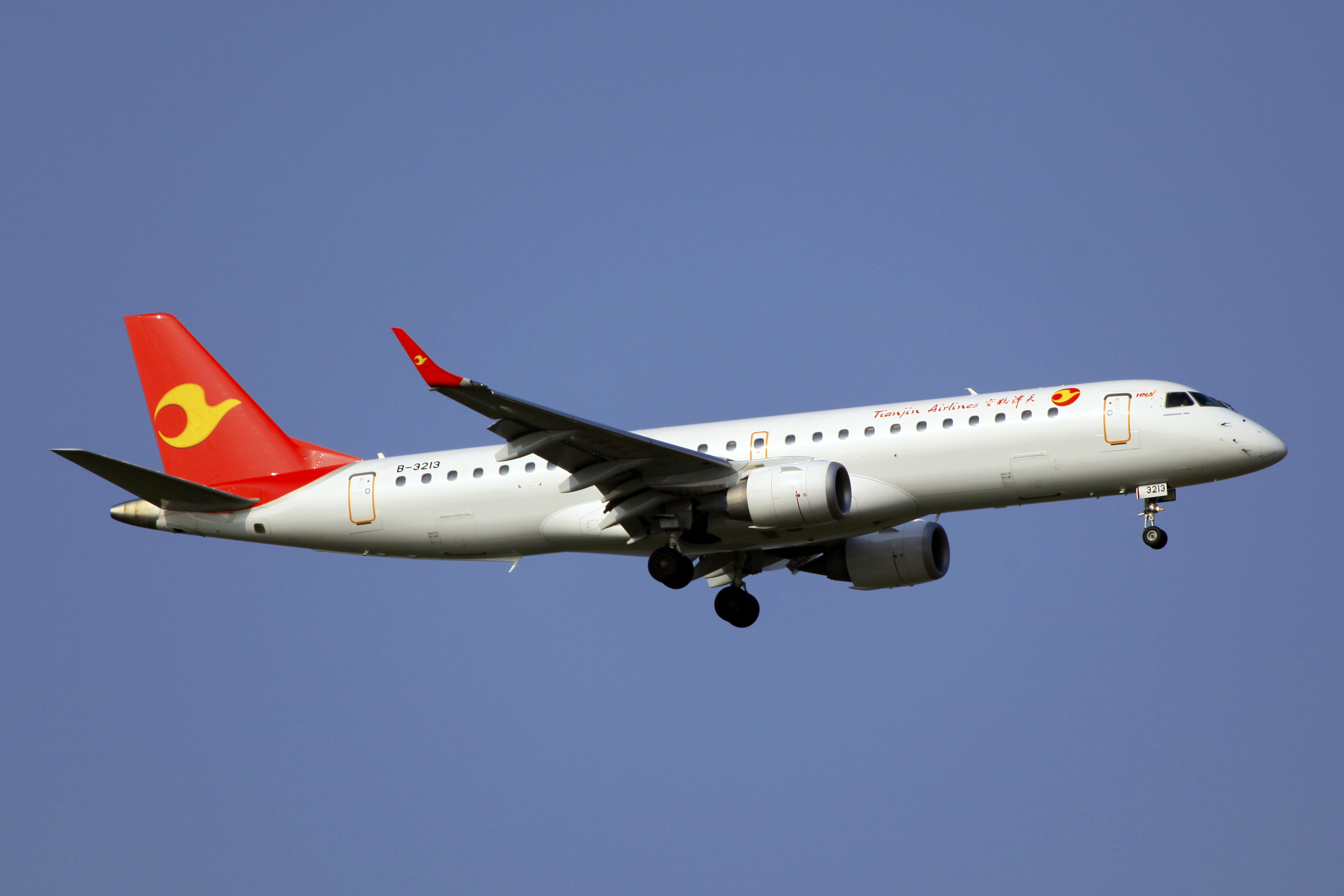
Embraer ERJ-190LR
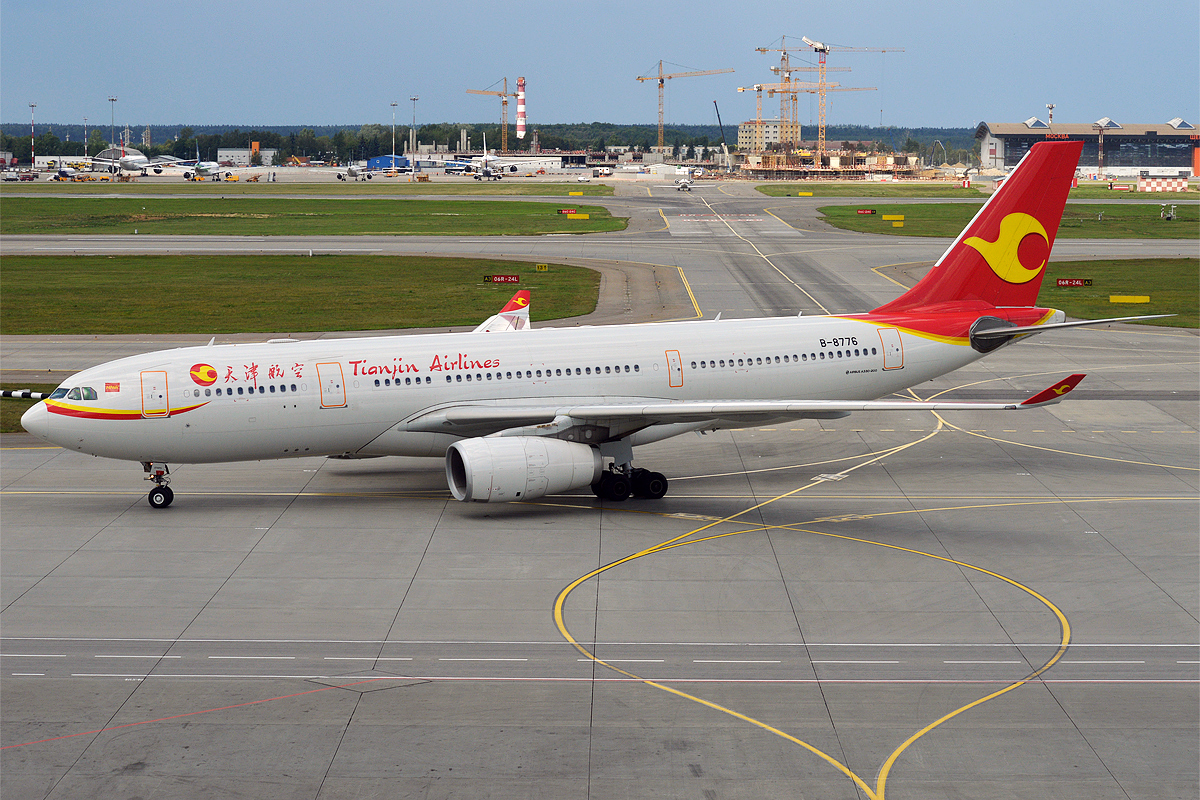
Airbus A330-243
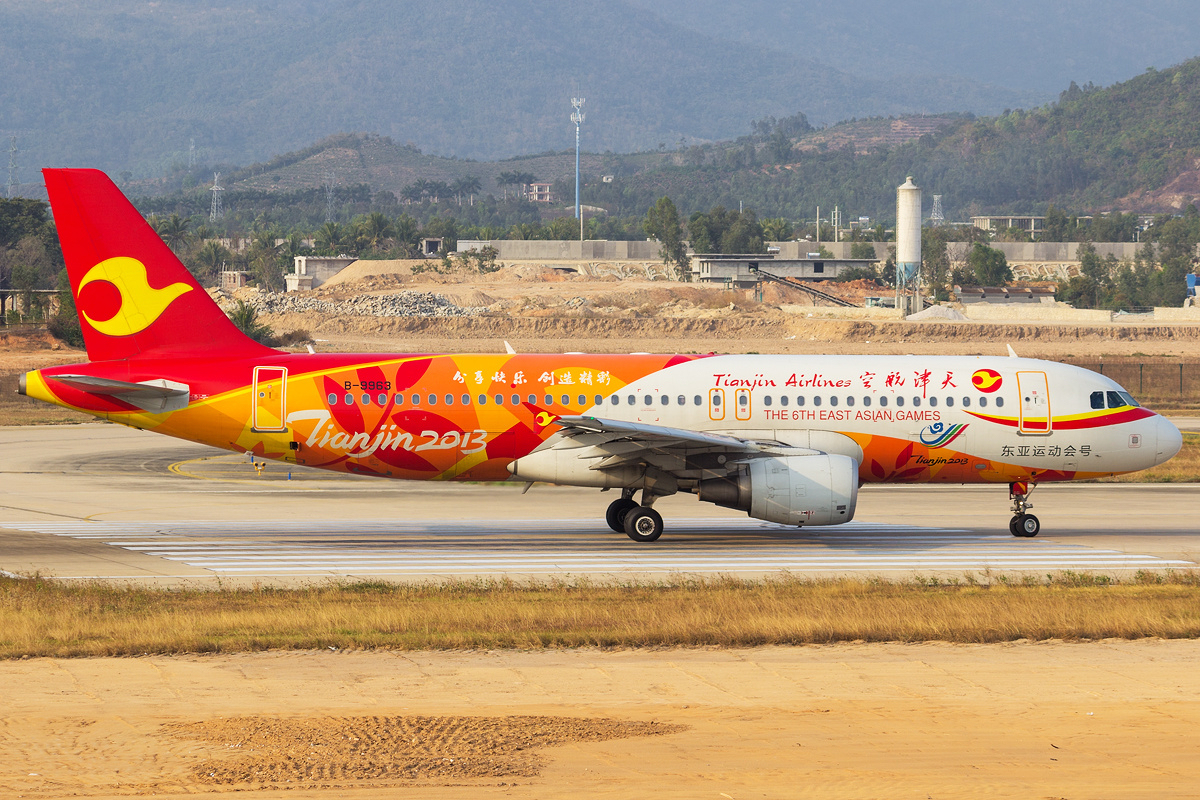
Un avion de Tianjin Airlines à l'aéroport international de Sanya Phénix avec la livrée "6th East Asian Games - Tianjin 2013"
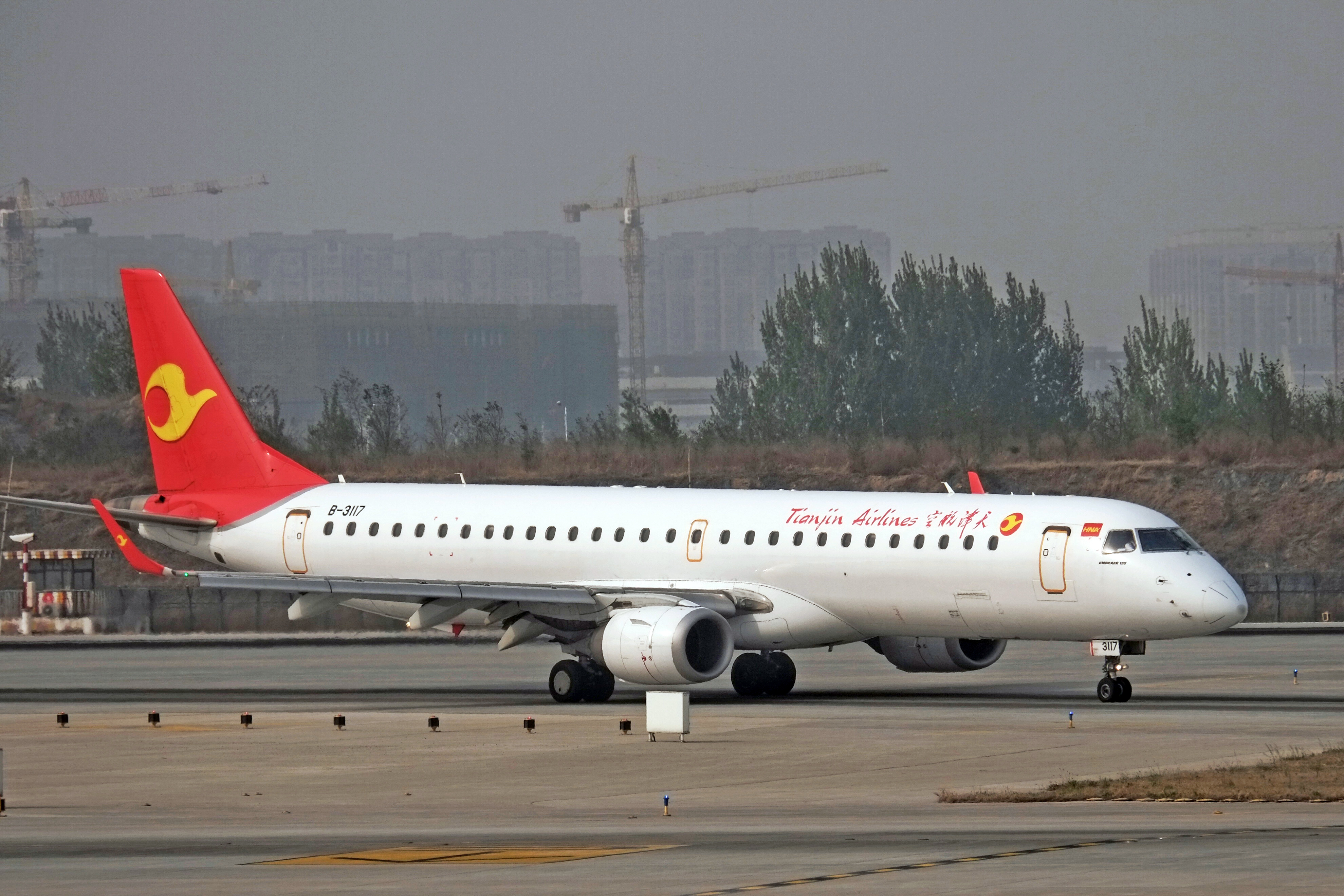
Un Embraer de la compagnie à CGO
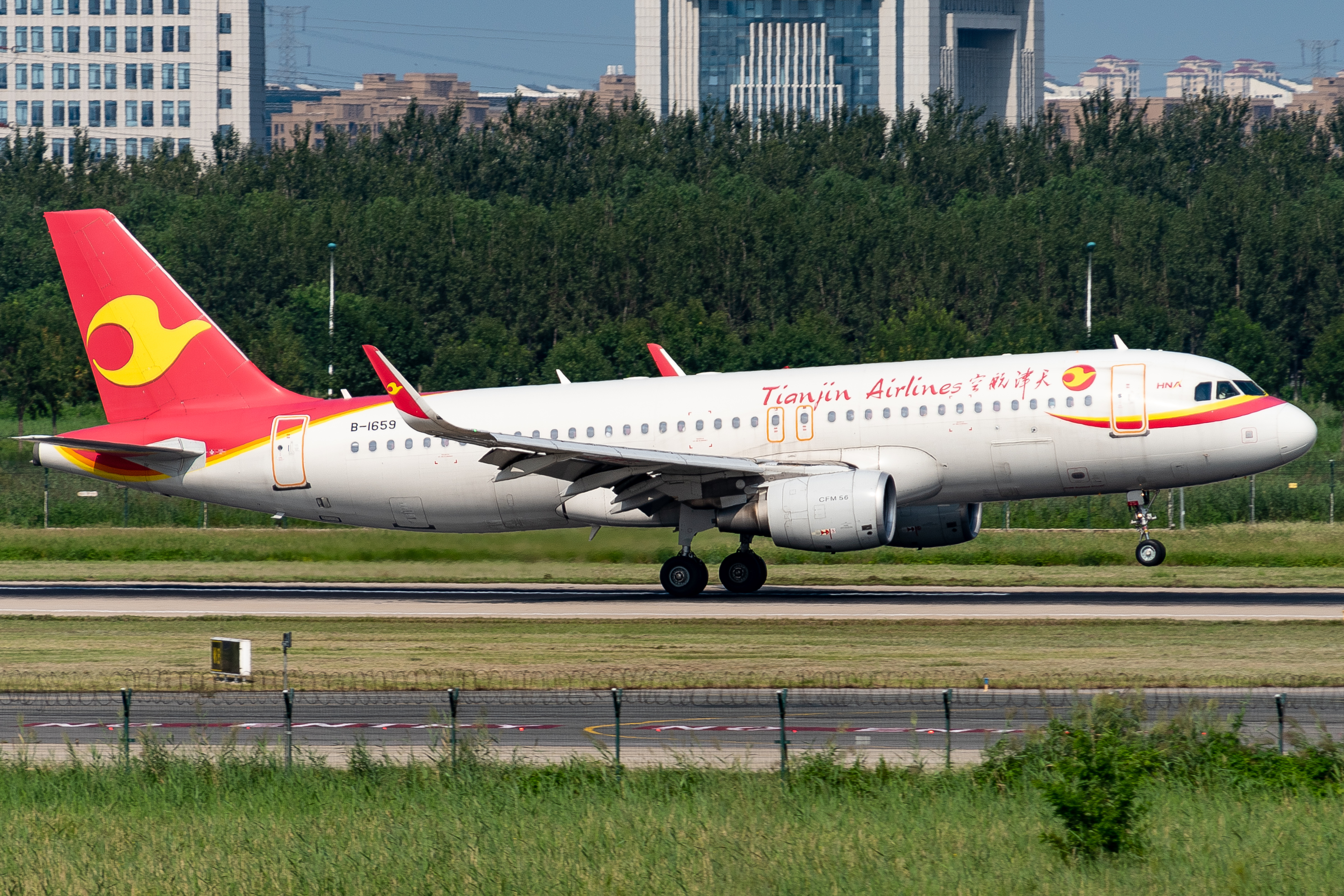
Un Airbus A320 avec Sharklet